# Nylon (film)
|  | Denne artikel er oprettet af botten Steenthbot ud fra en ekstern database. Den kan derfor have sproglige fejl eller mangler. Denne skabelon kan fjernes efter kontrol af indholdet. |

 For alternative betydninger, se Nylon (flertydig). (Se også artikler, som begynder med Nylon)
Nylon er en dansk kortfilm fra 2015 instrueret af Jeanette Nordahl.

## Handling
Til familiefødselsdag oppe i sin morfars hus i Sverige, fascineres den 17-årige Victor af sin smukke kræftramte tante, Isabel. Mens festlighederne fortsætter omkring ham, prøver Victor at komme tættere på Isabel, men han er for betaget til at registrere, hvor vagtsomt resten af familien betragter hende, og hvor utilregnelig hun er.

## Medvirkende
- William Jøhnk Nielsen, Victor
- Malin Crépin, Isabel
- Magnus Krepper, Johan
- Ingela Olsson, Tuva
- Henrik Birch, Henrik
- Sten Ljunggren, Alfred
- Sophie Zinckernagel, Kathrine
- Axel Munk Lægaard, Thor-Emil
- Carl Munk Lægaard, Villads